# Josèphe Colle
Josèphe Colle (geboren am 24. August 1929 in Nancy, Frankreich) ist eine französisch-kanadische Sängerin im Stimmfach Sopran und Musikpädagogin. 

## Leben
Josèphe Colle studierte Psychologie an der Universität Montreal, B.A. 1955,  und Musik am Conservatoire de musique de Montréal (CMM) unter anderem bei Yvonne Hubert und nahm später Gesangsunterricht bei Martial Singher.
Sie wurde 1958 kanadische Staatsbürgerin. 
Mit dem Komponisten am Piano sang sie 1954 die Uraufführung von François Morels Quatre Chants japonais und 1955 Les Rivages perdus. Am Pariser Konservatorium studierte sie 1955/56 Musiktheorie bei Olivier Messiaen und 1958/59 Chorleitung. In Montreal besuchte Colle 1961/62 die Gesangsklasse bei Ruzena Herlinger. 
Im Jahr 1963 gründete sie mit George Morgan und Fernande Chiocchio das Trio vocal de Montréal. 
Das Trio sang unter anderem die Uraufführungen von Gabriel Charpentiers Jamais und Gilles Tremblays Kékoba. 1965 gründete sie mit Maryvonne Kendergi die Gruppe Rencontres musicales. Am CMM gab sie ab 1965 Notenunterricht und Solfège und arbeitete zwischen 1968 und 1975 am Neuaufbau des Konservatoriums in Tunis mit. 
Nach ihrer Rückkehr aus Tunesien nahm Colle Lehraufträge an der Université du Québec à Montréal, 1974 bis 1978 am Conservatoire de musique de Trois-Rivières und 1979/80 am CMM wahr. Colle arbeitete auch als Kommentatorin im Hörfunk des CBC.